# Essai sur l'origine des langues
L'Essai sur l'origine des langues (dont le titre complet est Essai sur l'origine des langues où il est parlé de la mélodie et de l'imitation musicale)  est une œuvre posthume inachevée de Jean-Jacques Rousseau dans laquelle il réfléchit sur les langues et la musique, mais aussi complète le Discours sur l'origine et les fondements de l'inégalité parmi les hommes. Il fut commencé vers 1755 mais resta inachevé et fut publié par Pierre-Alexandre Du Peyrou, exécuteur testamentaire de Rousseau, en 1781.

#### Texte intégral
- Jean-Jacques Rousseau, Essai sur l'origine des langues, préfacé par Abraham Bengio, éditions La passe du vent, 2012.
- Jean-Jacques Rousseau, Essai sur l'origine des langues, suivi de Lettre sur la musique française et de l'Examen sur deux principes avancés par M. Rameau, présentation et notes par Catherine Kintzler, Paris, Flammarion, coll. « GF », 1993.
- Jean-Jacques Rousseau, Essai sur l'origine des langues, édition de Jean Starobinski, Paris, Gallimard, coll. « Folio Essais », 1990.

#### Études et commentaires
- Jacques Derrida, De la grammatologie, Paris, Minuit, 1967.  (ISBN 2-70730-012-8)
- Angèle Kremer-Marietti, Jean-Jacques Rousseau ou la double origine  et son rapport au système langue-musique-politique, in J.-J. Rousseau, Essai sur l'origine des langues, Paris, L'Harmattan, 2009.  (ISBN 978-2-296-09168-9)